# 舍夫琴科韋 (新亞歷山德里夫卡村委會)
49°54′3″N 37°12′26″E / 49.90083°N 37.20722°E
舍夫琴科韋（烏克蘭語：Шевченкове）是位於烏克蘭東部的村莊，由哈爾科夫州庫皮揚斯克區大布尔卢克市镇負責管轄，原由新亞歷山德里夫卡村拉达管辖。該村分別距離克拉斯內2公里和新亞歷山德里夫卡3公里，始建於1699年，面積0.77平方公里，海拔高度118米，2001年人口109。